# Punjab Stadium
Punjab Stadium é um estádio de futebol localizado em Lahore, Paquistão. Foi inaugurado em 3 de janeiro de 2003 e tem capacidade para 64.000 pessoas. Recebe jogos da Seleção Paquistanesa de Futebol e é utilizado em outros eventos desportivos.